# Мартен Онгла
Мартин Хонгла Има II (роден на 16 март 1998 г.) е камерунски професионален футболист, който играе като централен защитник или дефанзивен полузащитник за испанския клуб Реал Валядолид, нает от италианския клуб Хелас Верона и националния отбор на Камерун.

## Клубна кариера
Роден в Яунде, Хонгла се присъедини към Гранада през 2016 г. от спортната академия Нкуфо на Блайс Нкуфо. Първоначално той бе назначен за резервите в Сегунда Дивизион Б.
Хонгла направи своя старши дебют на 21 август 2016 г., започвайки при домакинско равенство 1–1 срещу Атлетико Манча Реал. Той направи първия си мач от Ла Лига  на 28 януари 2017 г., изигравайки пълните 90 минути при поражение с 2:0 от Виляреал.
Преди сезон 2017–18, Хонгла определено бе повишен в основния отбор, сега в Сегунда дивисион.  На 16 януари 2018 г. той беше даден под наем на отбора от другата лига FC Barcelona B за шест месеца.
На 3 юли 2019 г., след шестмесечен заем на ФК Карпати Лвов, Хонгла се присъедини към ФК Роял Антверпен в белгийската Първа дивизия А. На 9 юли 2021 г. той се присъедини към италианския клуб от Серия А Хелас Верона под наем с условно задължение за покупка.
На 31 януари 2023 г. Хонгла се завърна в Испания и нейното висше ниво, след като се съгласи на шестмесечен договор за заем с Реал Валядолид.

## Международна кариера
Хонгла игра на Африканското първенство U-17 през 2015 г., квалификациите за Африка U-20 за Купата на нациите през 2017 г. и в Африка U-23 Купата на нациите през 2019 г.
Той дебютира за националния отбор на Камерун на 16 ноември 2020 г. в квалификационен мач за Купата на нациите срещу Мозамбик като титуляр.